# Belva Plain
Belva Plain, rodným jménem Belva Offenberg (9. října 1915 – 12. října 2010) byla americká spisovatelka, jejíž díla se řadila mezi ženskou mainstreamovou fikci.

## Biografie
Narodila se v New Yorku, kde i vyrůstala, a patří do třetí generace amerických židovských imigrantů z Německa. Vystudovala historii na Barnard College, Columbia University, kde roku 1939 zdárně odpromovala. Žila v Short Hills ve městě Millburn v New Jersey. Jejím manželem byl po více než čtyřicet let Irving Plain, který zemřel roku 1982.
Než se stala spisovatelkou, psala krátké příběhy do časopisů. Svůj první příběh prodala v 25 letech do časopisu Cosmopolitan a později přispívala do řady ženských časopisů. První román Evergreen vydala roku 1978. Po čtyřicet jedna týdnů se držel v čele žebříčků bestsellerů deníku The New York Times a na jeho motivy byl natočen televizní seriál.
V době její smrti bylo jejích více než 20 románů vydáno ve 22 jazycích a prodáno v počtu 30 milionů výtisků. Dvacet z jejích románů se objevilo v žebříčků bestsellerů deníku The New York Times. Nevlastnila počítač a všechna svá díla napsala ručně.

## Dílo

### Sága rodiny Wernerů
- Evergreen (1978)
- Golden Cup (1986)
- Tapestry (1988)
- Harvest (1990)

### Romány
- Random Winds (1980)
- Eden Burning (1982)
- Crescent City (1984)
- Blessings (1989)
- Treasures (1992)
- Whispers (1993)
- Daybreak (1994)
- The Carousel (1995)
- Promises (1996)
- Secrecy (1997)
- Homecoming (1997)
- Legacy of Silence (1998)
- Fortune's Hand (1999)
- After the Fire (2000)
- Looking Back (2001)
- Her Father's House (2002)
- The Sight of the Stars (2003)
- Crossroads (2004)